# Саотомэ, Таити
Таити Саотомэ (яп. 早乙女 太一 Саотомэ Таити, род. 24 сентября 1991, Китакюсю, Фукуока) — японский актёр театра, кино и телевидения.

## Биография
Всё своё детство провёл в театральной труппе «Гэкидан судзяку», руководимой его отцом Ёносукэ Аои. Выступать на сцене начал в 1995 году в возрасте четырёх лет, играя в тайсю-энгэки — театральной форме, связанной с кабуки, но менее формализованной. В Таити Саотомэ были обнаружены врожденные таланты оннагата, и он прошёл обучение в этом амплуа, в дальнейшем исполняя на сцене женские роли.
Во время учёбы Таити в младшей школе его актёрский талант заметил режиссёр Такэси Китано. В 2003 году актёр дебютировал в фильме «Затойчи» в роли мальчика Сэйтаро, который, войдя в возраст, стал выдавать себя за гейшу Осэй. В 2005 году снялся в фильме «Такешиз» в роли юного танцора-оннагата.
В публикациях Таити Саотомэ часто упоминается как «Принц уклончивых (обольстительных) взглядов» (流し目王子).